# Siria ai Giochi della XIV Olimpiade
La Siria partecipò ai Giochi della XIV Olimpiade, svoltisi a Londra, dal 20 luglio al 14 agosto 1948,  
con una delegazione di 1 atleta Zouheir Shourbagi,
senza aggiudicarsi medaglie.

## Risultati

### Tuffi
| Atleta            | Evento               | Finale    | Finale     |
| Atleta            | Evento               | Risultato | Classifica |
| ----------------- | -------------------- | --------- | ---------- |
| Zouheir Shourbagi | Piattaforma maschile | 97.81     | 10         |